# ريتشارد دوغاتي
ريتشارد دوغاتي (17 نوفمبر 1960 في المملكة المتحدة - 5 فبراير 2018) (بالإنجليزية: Richard Doughty)‏ هو لاعب كريكت بريطاني. لعب مع نادي مقاطعة سري للكريكت ‏ ونادي مقاطعة غلوستر للكريكت ‏.

## وصلات خارجية
- ريتشارد دوغاتي على موقع إي آس بي آن كريك إنفو (الإنجليزية)